# التأثير الهلنستي على الفن الهندي

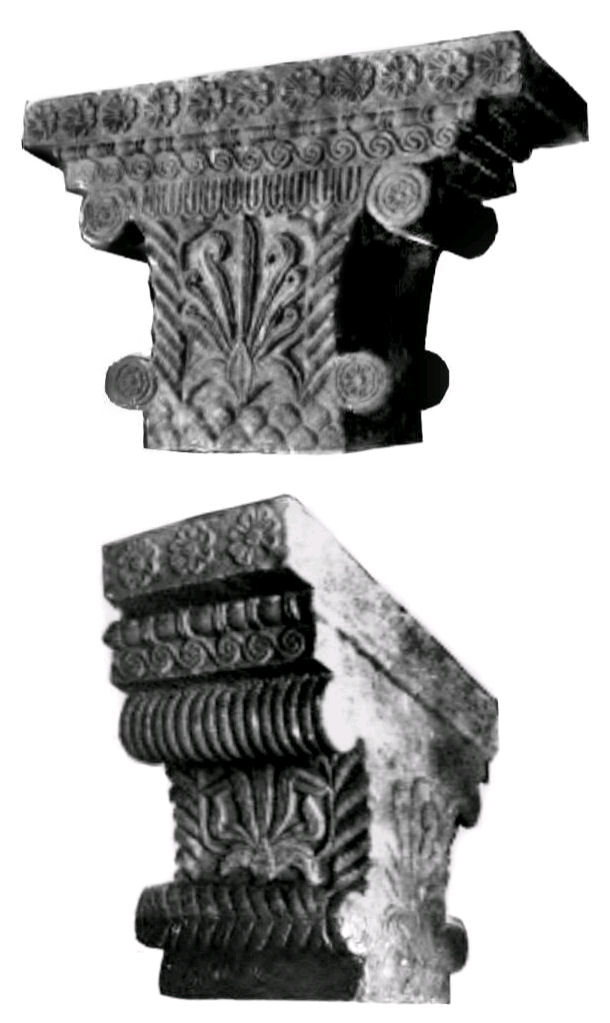

يعكس التأثير الهلنستي على الفن الهندي التأثير الفني لليونانيين على الفن الهندي، وذلك بعد فتوحات الإسكندر الأكبر، منذ نهاية القرن الرابع قبل الميلاد وحتى القرون الأولى من الحقبة العامة. حافظ الإغريق في الحقيقة على وجود سياسي على حدود الهند وأحيانًا داخلها، حتى القرن الأول الميلادي مع المملكة الإغريقية البخترية والممالك الهندية اليونانية، مع وجود العديد من التأثيرات الملحوظة على فنون إمبراطورية موريا (نحو 321- 185 قبل الميلاد) على وجه الخصوص. كان التأثير الهلنستي على الفن الهندي محسوسًا أيضًا لعدة قرون خلال فترة الفن البوذي اليوناني. 

## السياق التاريخي

### التأثيرات ما قبل الهلنستية (518- 327 قبل الميلاد)
كشفت النقود التي عُثر عليها في كنز شامان هزوري في كابول أو لوحة شيخان دهري في بوشكالافاتي، عن العديد من العملات الأخمينية بالإضافة إلى العديد من العملات اليونانية التي تعود للقرنين الخامس والرابع قبل الميلاد والتي كانت متداولة في المنطقة، أو على الأقل حتى نهر السند خلال حكم الإمبراطورية الأخمينية التي سيطرت على المناطق حتى غاندارا. اكتُشف عام 2007، كنز صغير من العملات المعدنية في موقع بوشكالافاتي القديم (شيخان دهري) في باكستان، يحتوي على تترادراخما سُكت في أثينا نحو 485 - 500/490 قبل الميلاد، إلى جانب عدد من الأنواع المحلية وكذلك سبائك الفضة. تُعد عملة أثينا أقدم مثال معروف على نوعها عُثر عليه حتى الآن إلى الشرق.

كانت هذه العملات اليونانية المبكرة بحسب جو كريب، من العملات المعدنية المميزة بعلامات هندية محفورة، وهي أقدم عملات معدنية طُورت في الهند واستخدمت تقنية سك العملة المشتقة من العملات اليونانية. يعتبر دانييل شلمبرغر أن القضبان ذات العلامات المحفورة على غرار العديد من القضبان المحفورة الموجودة في شمال غرب الهند، قد نشأت بداية الأمر في الإمبراطورية الأخمينية وليس في قلب الهند:
«اعتُبرت القضبان المحفورة حتى الآن هندية (...) ولكن بعض الخبراء يعتبرون معيار الوزن فارسيًا، والآن بعد أن وجدناها في تربة أفغانستان أيضًا، يجب أن نضع في الحسبان احتمالات أن بلدها المنشأ لا يقع خارج منطقة السند، بل ضمن الأقاليم الشرقية للإمبراطورية الأخمينية».

- دانييل شلمبرغر، مقتبس عن كنوز نقدية، الصفحة 42.

### الفترة الهلنستية (327 قبل الميلاد فصاعدًا)
كانت الفتوحات اليونانية في الهند تحت حكم الإسكندر الأكبر محدودة في الوقت (327- 326 قبل الميلاد) وفي التوسع، ولكنها امتلكت آثار واسعة النطاق وطويلة الأمد، إذ استقر اليونانيون لعدة قرون على أعتاب الهند. بعد وقت قصير من رحيل الإسكندر، ربما شارك الإغريق (الموصوفون باسم يونا أو يافانا في مصادر هندية من «الأيونين» اليونانيين) مع مجموعات أخرى في الانتفاضة المسلحة لتشاندراغوبت موريا ضد سلالة ناندا نحو 322 قبل الميلاد، وذهبوا إلى حد باتاليبوترا للاستيلاء على المدينة من سلالة ناندا. تذكر كل من المودراراكشاسا لفيشاكاداتا إلى جانب عمل الجاينية وهو الباريسيشتابارفان، حديثًا عن تحالف التشاندراغوبتا مع ملك جبال الهيملايا، برافاتكا مع الملك بورس. بحسب هذه الروايات، أعطى التحالف التشاندراغوبتا جيشًا قويًا يتكون من اليافانا (الإغريق) والكامبوجا والساكا (السكوثييين) والكيراتا (النباليين) والبارسيكا (الفرس) والباهايكا (البختريون) الذين أخذوا باتاليبوترا.
تمكن الإغريق بعد هذه الأحداث من الحفاظ على وجود منظم عند حدود الهند لمدة ثلاثة قرون تقريبًا، من خلال الإمبراطورية السلوقية والمملكة الإغريقية البخترية، حتى وقت الممالك الهندية اليونانية، التي انتهت في وقت ما من القرن الأول الميلادي. خلال ذلك الوقت، شكلت مدينة أي خانوم، عاصمة المملكة الإغريقية البخترية وعواصم المملكة الهندية اليونانية ومدن سركب، ما يُعرف اليوم باسم باكستان بمخطط من تصميم المهندس هيبوداموس، وهناك ساغالا الواقعة اليوم على بعد 10 كيلومترات من الحدود مع الهند، التي تفاعلت بكثافة مع شبه القارة الهندية. يسود الاعتقاد أنه ربما كانت كل من سركب وأي خانوم، عاملين أساسيين في نقل التأثير الفني الغربي إلى الهند، فعلى سبيل المثال، نذكر تاج باتاليبوترا شبه الأيوني أو الإفريز المزهر لأعمدة أشوكا. بقي العديد من السفراء اليونانيين مثل ميغاستينس وديماتشوس وديونيسيوس في البلاط المورياني في باتاليبوترا.
يمتد نطاق التبني من التصميمات مثل نمط الخرزة والبكرة وتصميم لهب السعفة المركزي ومجموعة متنوعة من الزخارف الأخرى، إلى تقديم نابض بالحياة للنحت الحيواني وتصميم ووظيفة تاج أنتا الأيوني في قصر باتاليبوترا. استمر التأثير الهلنستي بعد القرن الأول الميلادي في الفن اليوناني البوذي التوفيقي في غادارا، حتى القرنين الرابع والخامس الميلاديين. يمكن القول إن التأثير الهلنستي قد استمر بشكل غير مباشر في فنون الهند لعدة قرون بعد ذلك.

## التأثير على العمارة الحجرية الأثرية الهندية (268- 180 قبل الميلاد)
يبدو أن التأثير الهلنستي خلال فترة موريا (نحو 321- 185 قبل الميلاد)، وخاصة خلال عهد الإمبراطور أشوكا (نحو 268- 232 قبل الميلاد)، قد لعب دورًا في إنشاء العمارة الحجرية الهندية الضخمة. كشفت الحفريات في قصر باتاليبوترا القديم عن الأعمال النحتية الهلنستية، ويظهر التأثير الهلنستي في أعمدة أشوكا في نفس الفترة تقريبًا.
كانت هناك تأثيرات هلنستية على العمارة الحجرية الهندية بحسب جون بوردمان. مع ذلك، فإن مواقع ومصادر هذه التأثيرات «لا تُحدد دائمًا بشكل صحيح أو لم تُحدد بعد». اقتُرحت ثلاث نظريات رئيسية، وضع إحداها الباحثون الأوائل مثل بيرسي براون، وتنص أن العمارة الهندية الحجرية استخدمت الحرفيين المهاجرين من ذوي الخبرة في الأسلوب الإمبراطوري الأخميني الفارسي والمتضمن الكثير من المدخلات اليونانية التي أُضيف لها المزيد من التأثير الهلنستي المبكر. وضع النظرية الثانية في وقت لاحق باحثون مثل جون إيروين، وقد فضلوا الإلهام الهندي الأصلي في الغالب، بينما وضع النظرية الثالثة إس. بّي غوبتا مع آخرين، وفضل هؤلاء المزج بين الاثنين.
يقارن بوردمان مظهر العمارة الحجرية بين بلاد فارس والهند، وقد واجهت الإمبراطوريات الجديدة للأخمينيين والموريين مشكلات مماثلة في «إنشاء عمارة حجرية مناسبة لتطلعات الإمبراطورية»، حين لم يمتلك أي من البلدين تقاليد البناء باستخدام الحجر. تضمنت الفتوحات الفارسية مناطق تمتلك تقاليد مهمة تتعلق بالمباني كبيرة الحجم التي تستخدم الطوب أو الحجر، في الوقت الذي لربما امتلكت الهند فيه تقليدًا للأبنية الكبيرة والمعقدة التي تستخدم الخشب، على الرغم أن آثار هذه الأبنية تُعد قليلة جدًا بطبيعة الحال. ربما يكون المرور الصعب عبر جبال هندوكوش والمواقع إلى الشمال الغربي منها مثل مدينة أي خانوم، وهي مدينة يونانية من باختر في القرن الثالث قبل الميلاد وتقع على بعد نحو 600 كيلومتر من كابول، قد ساهم في توفير القناة التي ربطت الفنانين الهلنستيين مع الفنانين الهنود. بدلًا من ذلك، يمكن أن التأثير قد جاء من تخت جمشيد الفارسية القديمة، وهي الآن بالقرب من شيراز في جنوب غرب إيران وتقع على بعد نحو 2200 كيلومتر من كابول. مع ذلك، فإن القضية الرئيسية التي يواجهها هذا الاقتراح هي أن تخت جمشيد قد دُمرت قبل نحو 80 عامًا من ظهور فن العمارة والفنون الحجرية البوذية الأولى. يترك هذا مجالًا للسؤال حول ما إذا كان وإلى أي مدى وكيف جرى الحفاظ على المعرفة أو نقلها على مر الأجيال بين سقوط تخت جمشيد (330 قبل الميلاد) وصعود فن عصر أشوكان إلى الشرق (بعد 263 قبل الميلاد).